# Becerril
Pour les articles homonymes, voir Becerril (homonymie).
Becerril est une municipalité située dans le département de Cesar, en Colombie.